# Яблонька (Самара)
Посёлок Яблонька — находился на месте нынешнего Приволжского микрорайона. Первые упоминания об образовании посёлка считается 1892 год, когда здесь были посажены первые яблони революционером Николаем Сергеевым. Но сама застройка посёлка началась в 1978 году и достигла своего пика к середине 1980-х.

## История
Возвращаясь на родину после ссылки, Николай Сергеев посадил здесь, на самарской земле, более тысячи яблонь разных сортов. В музее истории посёлка Яблонька именно это событие и считают рождением посёлка. Первыми его жителями были переселенцы из центральных областей России, Украины и Польши. Расселялись поначалу в землянках, потом строили себе срубовые дома. В дальнейшем сюда приезжали неугодные властям люди, скрываясь от преследования. Уже при советской власти сюда же ссылали людей, «уличённых в религиозном дурмане». В 1930 году 12 семей образовали здесь сельхозартель «Яблонька». Затем к ним присоединились жители Сорокина хутора и посёлка Ракитовка. Также в 1930 году жителями посёлка был организован колхоз «Искра».
В годы Великой Отечественной 62 человека из Яблоньки ушли на фронт. Почти половина из них не вернулась. Первая военная зима выдалась очень суровой  — вымерзли сады и озимые, погибло большинство пчёл на пасеке. Вернувшиеся с войны фронтовики поднимали хозяйство. Так, Сергей Аргентов, воевавший под Сталинградом, после ранения приехал на свою малую родину, в Яблоньку. И заложил здесь сад — 33 яблони, множество вишнёвых деревьев и 2 грушевых.

## Достопримечательности
- кладбище и озеро с языческим названием Шишига[4].
- Памятная стела на улице Георгия Димитрова, посвящённая солдатам-жителям посёлка Яблонька, участникам Великой Отечественной войны. Находится недалеко от пересечения улицы Георгия Димитрова и Московского шоссе[3].
- Стена Памяти с именами жителей посёлка Яблонька, павших в боях Великой Отечественной войны. Находится между домом № 117 по улице Георгия Димитрова и ТЦ «Улей», рядом с улицей Демократической.